# Ugento
Ugento là một đô thị và thị xã của Ý. Đô thị này thuộc tỉnh Lecce trong vùng Apulia. Ugento có diện tích km2, dân số theo ước tính năm 2005 của Viện thống kê quốc gia Ý là 11.824 người. 
Các đơn vị dân cư:
Đô thị Ugento giáp với các đô thị: